# Hirschgebouw

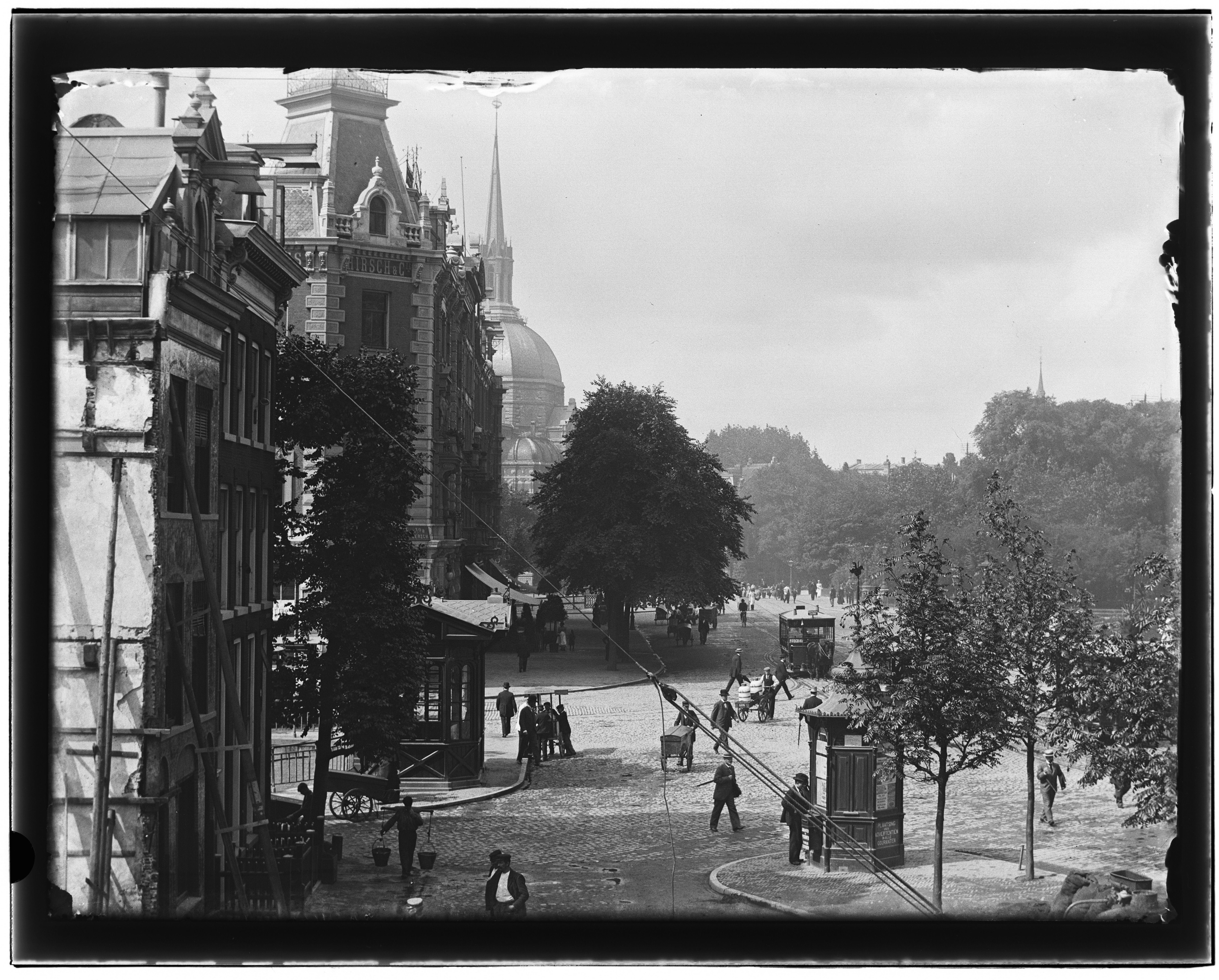
Links voor de Koepelkerk het oude Hirschgebouw door Jacob Olie

Het Hirschgebouw is een monumentaal pand aan het Leidseplein en het Kleine-Gartmanplantsoen in Amsterdam-Centrum. Het is gelegen aan de zuidkant van het Leidseplein met huisnummers 23-31 en de westkant van het plantsoen met huisnummers 2-2a. Het heeft bovendien een zijingang aan de Hirschpassage.

## Geschiedenis
De firma Hirsch & Cie had hier al enige tijd een steeds maar groeiende vestiging, totdat de gebouwen uiteindelijk toch te klein bleken. Die oude gebouwen zijn in 1897 op foto vastgelegd door Jacob Olie. Er werden plannen voor nieuwbouw gemaakt en in juli 1910 vond de aanbesteding plaats van graaf- en heiwerken voor wat dan nog heet “voor den bouw aan de Weteringschans en het Leidscheplein”. Het ontwerp van het gebouw is afkomstig van Alphonsus Maria Leonardus Aloysius Jacot beter bekend als A.Jacot en bouwkundige Jan Gerard Snuif. 9000 m³ grond moest verplaatst worden naar Sloterdijk en Zeeburg en er gingen meer dan 1600 houten funderingspalen de grond in, die samen met de 500 palen die er al waren het gebouw moesten gaan dragen. De drie heimachines maakten een enorme herrie, maar stootten ook stoom- en rookwolken uit. Daarbij moest de grond gedraineerd worden om de fundatieplaat (destijds omschreven als een stalen matras, waarop later beton werd gestort) te kunnen leggen. Water moest opgepompt en afgevoerd worden. Tijdens deze werkzaamheden vonden nog sloopwerkzaamheden plaats van oude winkeldelen en werd ook nog een noodwinkel geplaatst.
In mei 1912 was het werk zover gevorderd dat er een aanbesteding gedaan kon worden voor het aanbrengen van de elektrische licht- en krachtinstallatie; gevolgd door een aanbestedingen van meubilering en betimmeringen van de eerste etage, parketvloeren, telefooninstallatie. In november 1912 konden bestuursleden van het genootschap "Liefdadigheid naar Vermogen" een kijkje nemen. Op 14 november 1912 werd het gebouw officieel geopend door wethouder Theodore Felix Albert Delprat voor een publiek dat geheel bestond uit mannen. De gedachte was dat zij hun verwondering konden overbrengen aan hun vrouwen en dochters, die vervolgens inkopen konden doen.

## Gebouw
Het gebouw is neergezet in een rechthoek. Het heeft een begane grond, drie etages en een soort zolderetage. Dat alles is afgedekt met een mansardedak waarop leien liggen. Het is vanaf de fundering opgetrokken in een betonskelet, waarbij de buitengevels zijn bekleed met grijs zandsteen uit de omgeving van Arzviller. De hoekige constructie is losgelaten bij de hoek Leidseplein en Kleine-Gartmanplantsoen. Een afgeronde gevel loopt uit in een koepeltoren en vindt naar boven toe haar einde in een met koper beklede koepel met hoog tamboer. Op de aanzet van de toren staat de bedrijfsnaam HIRSCH & Cie. Vanuit die koepeltoren lijken de linker- en rechter gevel symmetrisch opgesteld, maar aan de Leidsetraat zijn er acht raamgangen, aan het plantsoen zeven. Elke raamgang van drie ramen is van de ander gescheiden door pilasters langs de gevel en halfkolommen op de punt. De onderste verdieping bestaat aan de buitenzijde voornamelijk uit etalageruimten met ruiten, waarvan de bovenzijde in een arcade eindigt. In die gevel op de begane grond zijn twee risalieten te vinden, die slechts tot aan de balkons van de eerste verdieping lopen. De eerste verdieping heeft balkonnetjes tussen de pilasters en tot aan de buitenkant van die pilasters. Ze worden afgesloten door balustrades , die gedragen worden door kandelaberzuiltjes. De tweede en derde verdieping hebben ijzeren balustrades vlak achter de ruiten (dus aan de binnenzijde van de pilasters). Boven de derde etage zit een hoge daklijst, een kroonlijst met tand- en eierlijsten. Daarboven begint de vierde verdieping (origineel voor de ateliers) waarbij de raamgang opnieuw tussen halfkolommen zitten. Op die etage liggen weer balkons in de eerder genoemde uitvoering. Daarboven begint dan het mansardedak met opnieuw ramen, nu twee-aan-twee, alles onder het platte dak. Hier zat vanaf 1913 fotostudio Merkelbach, gespecialiseerd in portretfotografie. De studio werd na de dood van Jacob Merkelbach in 1942 nog tot 1969 voortgezet door zijn dochter Mies.
De basis van het gebouw werd gelegd door de firma Amsterdamsche Cement-IJzerfabriek Wittenburg, metaalfabriek F.W. Braat te Delft leverde het siersmeedwerk en de inrichting kwam van de meubelfabriek Mutters & Co uit Den Haag. De bouwkundige werkzaamheden werden uitgevoerd door Firma Gebr. Terlingen (opgericht 1888) Aannemers te Amsterdam.

## Gebruik
Hirsch & Cie heeft het gebouw tot 1976 gebruikt, de eigenaren verkochten het gebouw in 1989 aan een vastgoedmagnaat, de exploitatie zou nog in handen zijn van de nakomelingen van Sylvain Kahn. In het gebouw zat enige tijd de AMRO Bank en aan de Hirschpassage (de oninteressante zijgevel) zat enige tijd Bioscoop Alfa. De firma Hitachi was er enige tijd gevestigd en had op de koepel een eigen lichtreclame aangebracht. Voorts droeg het gebouw enige tijd een lichtkrant op een van de zijgevels. Al eerder sierde een reclame van Het Parool het gebouw. In de 21e eeuw vestigde Apple zich hier en voerde in 2011 en 2012 een grondige verbouwing uit, waarbij bezwaren vanuit de welstandscommissie deels terzijde werden geschoven, gesteund door het stadsdeelbestuur van Amsterdam-Centrum. Van de vier kroonluchters die er oorspronkelijk hingen, zijn er drie verhuisd naar de Stadsschouwburg, aan de overkant van de straat. In februari 2022 vond een gijzeling plaats in de Apple Store.

## Historische omgeving
De genoemde Stadsschouwburg is eveneens een rijksmonument, net als het buurpand aan het plantsoen De Balie. Aan de overzijde van het plantsoen staat het City Theater, een gemeentelijk monument. Tegenover het gebouw aan het Leidseplein ligt Hotel Americain, een rijksmonument. De zijde aan de kant van de Leidsekade/Singelgracht is afgedicht met een zestal panden waarvan er twee gemeentelijke monumenten zijn. De nabijgelegen Leidsebrug (brug 174) is weer een rijksmonument. De gebouwen en brug zijn in de loop der jaren, op renovatie na, nauwelijks gewijzigd. De pleinen voor de deuren en etalages van het Hirschgebouw worden ongeveer om de twintig jaar opnieuw ingericht, afhankelijk van de inzichten om de verkeersstromen in bedwang te houden. Onder het plantsoen stroomde tot de bouw van de ondergrondse fietsparkeergarage (in 2021 geopend) in een overkluizing de Lijnbaansgracht.